# فرودگاه شهری مانیلا
فرودگاه شهری مانیلا (به انگلیسی: Manila Municipal Airport) یک فرودگاه همگانی بهره‌برداری هوایی با کد یاتا MXA است که یک باند فرود آسفالت دارد و طول باند آن ۱۲۸۰ متر است. این فرودگاه در شهر مانیلا، آرکانزاس کشور ایالات متحده آمریکا قرار دارد و در ارتفاع ۷۴ متری از سطح دریا واقع شده است.